# 利涅尔-奥热尔
利涅尔-奥热尔（法語：Lignières-Orgères，法語發音：[liɲɛʁ ɔʁʒɛʁ]）是法国马耶讷省的一个市镇，属于马耶讷区。该市镇于1972年由原市镇利涅尔拉杜塞勒（Lignières-la-Doucelle）和奥热尔拉罗什（Orgères-la-Roche）合并而成。

## 地理
利涅尔-奥热尔（48°32'32"N, 0°12'25"W）面积40.89 平方千米，位于法国卢瓦尔河地区大区马耶讷省，该省份为法国西北部内陆省份，北起芒什省和奧恩省，西接伊勒-维莱讷省，南至曼恩-卢瓦尔省，东临萨尔特省。
与利涅尔-奥热尔接壤的市镇（或旧市镇、城区）包括：拉帕吕、圣卡莱迪代塞尔、卡鲁日、锡拉勒、茹埃迪布瓦、拉莫特富凯、圣马丹德朗德、圣帕特里斯-迪代塞尔、普雷昂帕伊-圣桑松。

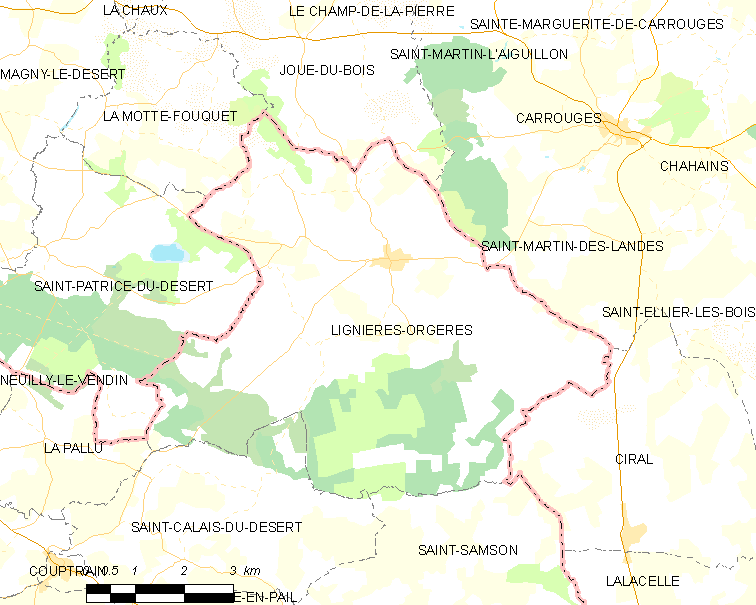
利涅尔-奥热尔的OSM定位图

利涅尔-奥热尔的时区为UTC+01:00、UTC+02:00（夏令时）。

## 行政
利涅尔-奥热尔的邮政编码为53140，INSEE市镇编码为53133。

## 政治
利涅尔-奥热尔所属的省级选区为维莱讷拉瑞埃勒县。

## 人口

1962-2008年间利涅尔-奥热尔人口变化图示

利涅尔-奥热尔于2022年1月1日时的人口数量为710人。